# James Jeffords
James Merrill Jeffords dit Jim Jeffords, né le 11 mai 1934 à Rutland (Vermont) et mort le 18 août 2014 à Washington, D.C. est un homme politique américain, sénateur indépendant du Vermont au Congrès des États-Unis de 1989 à 2007.
Jeffords commence sa carrière politique au sein du Parti républicain et se fait élire à la Chambre des représentants des États-Unis en 1974 sous la bannière de ce dernier. Il le quitte en 2001 pour siéger au Sénat comme indépendant.

## Biographie
James Jeffords est le fils d'Olin Jeffords, ancien "Chief justice" de la Cour suprême du Vermont. Marié à Elizabeth Daley, il a deux enfants Leonard et Laura.
Diplômé de Yale en 1956, et diplômé en droit d'Harvard en 1962, il est ceinture noire de taekwondo.
Il fait son service militaire actif de 1956 à 1959 au sein du Corps des Marines puis dans les réserves jusqu'en 1990 (grade de capitaine).

## Carrière politique
En 1966, Jeffords est élu au Sénat de l'État du Vermont sous les couleurs du parti républicain, alors parti dominant du Vermont.
En 1968, il est élu Attorney général du Vermont.
En 1974, il est élu à la Chambre des représentants des États-Unis. Il est réélu constamment, tous les deux ans, pendant les quatorze années qui suivent.
En 1988, il ne se représente pas à la Chambre des représentants  mais se fait élire au Sénat des États-Unis, toujours sous les couleurs républicaines. Il préside la commission sénatoriale sur la santé et l'éducation.
Durant ses années au Congrès, Jeffords se focalise particulièrement sur les dossiers concernant l'éducation, les handicaps et l'environnement. Ses votes démontrent ses accointances avec les Démocrates avec qui il vote souvent. Il devient le républicain le plus libéral de son parti.
Le 23 mai 2001, il vote avec ses collègues républicains le programme d'allègement fiscal proposé par le président George W. Bush.
Le sénateur Jeffords entre réellement dans l'actualité nationale quand le 5 juin 2001, il démissionne du parti républicain pour siéger comme indépendant. Ce changement d'affiliation politique bouleverse alors totalement l'équilibre politique du sénat partagé jusque-là entre 50 démocrates et 50 républicains (+ la voix du vice-président républicain). Les 50 démocrates deviennent majoritaires contre les 49 républicains et un indépendant. Jeffords passe alors un accord avec le chef de la minorité démocrate, Tom Daschle. Il votera avec les démocrates pour prendre le contrôle du Sénat, en contrepartie, il  récupère la présidence  d'une commission sénatoriale (il obtiendra celle de l'environnement et des travaux publics qu'il perdra en 2003 quand les républicains redeviendront majoritaires).
Jeffords promet également d'accorder son vote aux démocrates pour toutes les questions procédurales et se rattache administrativement aux Démocrates.
En avril 2005, Jeffords renonce à se représenter de nouveau en 2006 en raison du cancer de son épouse et de ses propres problèmes de santé.
Le 7 novembre 2006, son siège est remporté par le congressiste indépendant (et socialiste) Bernie Sanders avec 65 % des voix contre 32 % à son adversaire républicain Richard Tarrant.